# Єгор'єв Володимир Миколайович
Володи́мир Микола́йович Єго́р'єв (* 3 (15) березня 1869, Москва — † 20 вересня 1948, Москва) — російський військовий діяч. Генерал-лейтенант (1917).

## Біографія
Народився в Москві в сім'ї чиновника — відставного колезького радника. 1889 року закінчив Олександрівське військове училище, 1901 року — Академію Генерального штабу.
У роки Першої світової війни від 21 грудня 1917 року до березня 1918 року — командувач Окремої армії Південно-Західного фронту, від січня 1918 року — також командувач військами Південно-Західного фронту.
Від жовтня 1918 року перебував під арештом у Києві як агент Радянської Росії. Звільнено в листопаді 1918 року під час протигетьманського повстання.
У липні — жовтні 1919 року — командувач Південного фронту, війська якого вели бойові дії проти денікінців.
1920 року був військовим експертом радянської делегації на переговорах із Польщею. Пізніше перебував на військовій і військово-викладацькій роботі (до 1934 року).
Був редактором журналу «Военная мысль и революция» («Військова думка та революція»). Автор спогадів.
Сина — Володимира Володимировича Єгор'єва (1896 — 1943), співробітника Народного комісаріату закордонних справ, — було репресовано.
Донька Ольга Володимирівна Єгор'єва (Сваричковська-Мамет) (1892 — †1986) добровольцем пішла на Балканську війну, була медсестрою милосердя. У громадянську війну працювала машиністкою при штабі батька. У 1920-х роках працювала в комісії «Стара Москва».

## Нагороди
Нагороджено орденом Червоної Зірки.

## Електронні джерела
- Хронос. Біографії(рос.)
- Сержант: Військово-історичний журнал(рос.)
- Російське генеалогічне дерево(рос.)

1. 1 2 3  Егорьев Владимир Николаевич // Большая советская энциклопедия: [в 30 т.] / под ред. А. М. Прохорова — 3-е изд. — Москва: Советская энциклопедия, 1969.